# Medicamentos veterinários
São medicamentos utilizados, embora não necessariamente de forma exclusiva, em medicina veterinária.
Segundo o Decreto-Lei n.º 314/2009,  de 28 de Outubro DE 2009 Medicamentos veterinários são definidos :“como sendo toda a substância, ou associação de substâncias, como possuindo propriedades curativas ou preventivas de doenças em animais ou dos seus sintomas, ou que possa ser utilizada ou administrada no animal com vista a estabelecer um diagnóstico médico -veterinário ou, exercendo uma ação farmacológica, imunológica ou metabólica, a restaurar, corrigir ou modificar funções fisiológicas.”

## Exemplos
- Acepromazina
- Ciclosporina
- Fenobarbital
- Gabapentina
- Pregabalina
- Primidona
- Ribavirina
- Topiramato
- Valproato
- Zonisamida